# Diplazium lobatum
Diplazium lobatum là một loài thực vật có mạch trong họ Woodsiaceae. Loài này được (Tagawa) Tagawa miêu tả khoa học đầu tiên năm 1962.